# Boronia yarrowmerensis
Boronia yarrowmerensis är en vinruteväxtart som beskrevs av Duretto. Boronia yarrowmerensis ingår i släktet Boronia och familjen vinruteväxter. Inga underarter finns listade i Catalogue of Life.